# Reconquista espanhola de São Domingos
Reconquista espanhola de São Domingos refere-se a guerra pelo restabelecimento espanhol em São Domingos (atual República Dominicana), mais conhecida como Guerra da Reconquista (em castelhano:  Guerra de la Reconquista) ou Reconquista, travada entre 7 de novembro de 1808 a 9 de julho de 1809. Em 1808, após a invasão da Espanha por Napoleão (Guerra Peninsular), os criollos de São Domingos se revoltaram contra o domínio francês e sua luta culminaria em 1809 com um retorno ao domínio colonial espanhol por um período comumente denominado España Boba.